# Maria Gleit
Maria Gleit (geboren als Herta Klara Gleitsmann 28. Februar 1909 in Crimmitschau; gestorben 9. Juli 1981 in Locarno) war eine deutsche Schriftstellerin und Journalistin. Sie verfasste neben diversen Zeitungsartikeln Kinderbücher und Romane im Stil der neuen Sachlichkeit.

## Leben
Herta Gleitsmann stammte aus einer thüringischen Arbeiterfamilie. Nach dem Besuch der Volksschule und einer Ausbildung zur Stenotypistin absolvierte sie ein Volontariat beim Sächsischen Volksblatt in Zwickau. Dort schrieb sie Gedichte und Märchen für die Kinder- und Jugendbeilage. In der Redaktion lernte sie ihren späteren Ehemann Walther Victor kennen, mit dem sie nach Berlin zog, wo sie als Redakteurin für Frauenthemen für eine Nachrichtenagentur arbeitete. Außerdem schrieb sie Theaterrezensionen und Literaturkritiken.
Nach der nationalsozialistischen Machtübernahme verließen Maria Gleit und Walther Victor Deutschland. Gleits im gleichen Jahr in Wien veröffentlichter Roman Abteilung Herrenmode wurde sofort nach Erscheinen von den Nationalsozialisten verboten. Er wurde erst Anfang 2024 im Wiener Verlag Das vergessene Buch wiederentdeckt. Nach Stationen in der Schweiz, in Luxemburg und in Frankreich, wo Gleit Artikel für das Pariser Tageblatt schrieb, sowie in Spanien und Portugal erreichten sie 1939 New York. Sie hatten große Geldsorgen, auch wenn Gleit mehrere Bücher in englischer Sprache veröffentlichen konnte.
Zwei Jahre nach dem Ende des Zweiten Weltkrieges kehrte Walther Victor alleine nach Deutschland zurück, die Ehe wurde 1949 geschieden. Mit ihrem zweiten Ehemann Leo Hoffmann siedelte Gleit 1950 in die Schweiz über, wo sie sich 1981 das Leben nahm. In der Schweiz hatte sie ihre Publikationstätigkeit eingestellt.

## Werke (Auswahl)
- Abteilung Herrenmode. Roman eines Warenhausmädels. Amonesta, Wien / Leipzig 1933. Neuausgabe im Verlag Das vergessene Buch, Wien 2023. Herausgegeben und mit einem Nachwort von Vojin Sasa Vukadinovic. ISBN 978-3-903244-33-7.
- Macht nichts, Barbara! Zinnen-Verlag, Basel / Berlin / Leipzig / Wien 1933
- Ein ganzes Mädel. Was ein Mädel alles erleben kann. Hanns-Jörg Fischer-Verlag, Berlin und Leipzig 1937
- Junges Weib Veronika : Roman. Berlin : G. Schönfeld´s Verlagsbuchhandlung, 1937
- Du hast kein Bett, mein Kind. Oprecht, Zürich und New York 1938
- Child of China. Übersetzt von E. F. Peeler, illustriert von Walter Holz. Oxford University Press, London, 1939
- Pierre Keeps Watch. New York, 1944
- Niko's Mountains. New York, 1946